# 2000 (break dance)

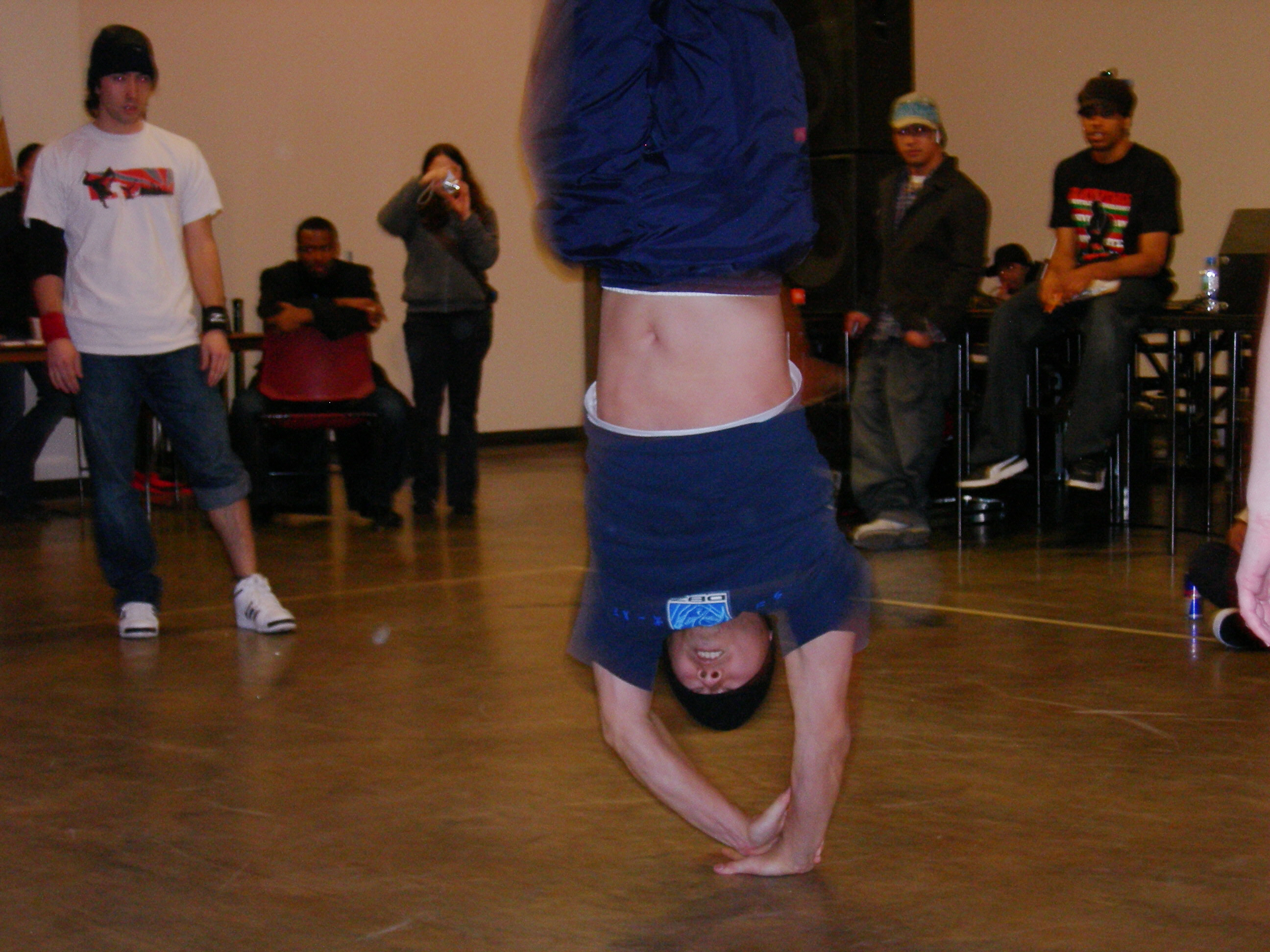
Dance competition. Third Anniversary of Zulu Nation Seattle Celebration of Hip Hop Culture, part of Festival Sundiata, a Festál event at Seattle Center, Seattle, Washington.

No break-dance, o 2000, ou handspin, é um giro de dança, considerado um movimento de poder, um movimento em que o dançarino (breaker: B-boy ou B-girl) realiza uma parada de mão girando rapidamente (executa giros plantando bananeira).
Como percebe-se pelo nome, o 2000 se desenvolveu após o movimento 1990, como uma variante. 
Execução
A diferença entre os dois: o 2000 possui uma rotações mais simétricas, onde a mão que não gira é colocada diretamente em cima da mão giratória; em 1990 a mão que não gira é apenas suspensa do chão.
Esta é uma variante relativamente mais fácil em relação ao uso da força, que utiliza duas mãos como apoio, mas é igualmente difícil manter o equilíbrio porque o corpo deve girar ao longo de um eixo perfeitamente vertical. Os giros mais rápidos são alcançados começando com as pernas em uma posição inicial bem aberta e fechando-as assim que o giro começar; reduzindo drasticamente a inércia rotacional, causando assim rápida aceleração angular (devido à conservação do momento angular).